# NGC 2620
NGC 2620 (również PGC 24233 lub UGC 4501) – galaktyka spiralna (S?), znajdująca się w gwiazdozbiorze Raka. Odkrył ją William Lassell 5 maja 1863 roku.